# Eristicophis macmahoni
Nombres comunes: víbora de McMahon, víbora asiática de la arena, víbora nariz de hoja, víbora barbada.
Eristicophis macmahoni es una especie, la única del género Eristicophis, de víbora venenosa endémica de la región desértica de Beluchistán cerca de las fronteras de Irán, Pakistán, y Afganistán. No se reconoce actualmente ninguna subespecie.